# Hans Wödl
Hans Johann Wödl (Vienna, 9 novembre 1863 – Gössenberg, 20 agosto 1937) è stato un alpinista, imprenditore e scrittore austriaco, fu uno degli ultimi pionieri dell’alpinismo classico e uno dei più importanti precursori dell’alpinismo "senza guida". Ebbe un certo successo sportivo intorno al 1900 e fu lo sviluppatore turistico dei Tauri di Schladming.

## Biografia
Hans Wödl oltre a essere un imprenditore tessile fu un alpinista membro del Club Alpino Austriaco (ÖAK) e in tarda età presidente della Società alpina viennese "Preintaler". Iniziò la sua attività alpinistica sulle Alpi Centro-orientali con le migliori guide della fine del XIX secolo. Successivamente si legò alla corda dei massimi esponenti del movimento dei "senza guida" dell’epoca, quali Karl Blodig, Ludwig Purtscheller, Edward Theodore Compton, Oskar Eckenstein, Walther Flender, Heinrich Hess, Humphrey Owen Jones, Robert Lendlmayer von Lendenfeld, e Geoffrey Winthrop Young. Hans Wödl ebbe un ruolo fondamentale nello sviluppo dei Tauri di Schladming, profondo conoscitore della regione ne riconobbe presto il grande potenziale come area escursionistica. Con perseveranza portò avanti la costruzione di rifugi e sentieri e in qualità di presidente dell'Alpenverein Preintaler-Gesellschaft curò l'organizzazione del rifugio Preintaler. Da alpinista riuscì nella prima salita della cresta est dell'Hochtor, detta Roßschweif, insieme al fratello Franz Wödl, C. Bernhard e H. Fischer il 2 luglio 1893. Morì nel rifugio Wödl, nel comune di Gössenberg, che prese il suo nome dopo la sua morte. Fornì contributi in molti modi articoli pubblicati nelle riviste "Zeitschrift" e "Mitteilungen", scrisse "Die Erwicklung der Ostalpen" (Lo sviluppo delle Alpi orientali), pubblicato nella rivista "Hochtourist" (Turista di alto livello) e la guida dei "Tauri di Schladming e di Murau" (1924), la sua regione preferita.

## Carriera alpinistica
- 1883 Prima salita alla cresta sud dell'Elendberg, 2 672 m, (Tauri di Schladming e di Murau)
- 1885 Prima salita alla cresta nordorientale del Kleiner Eiser, 2 902 m, (Großglockner)
- 1885 Prima salita alla cresta nord-est "Umlaufergrat", 2 747 m (Tauri di Schladming e di Murau)
- 1886 Prima salita alla cresta sudovest del Vetternspitze, 2 524 m, (Tauri di Schladming e di Murau)
- 1886 Prima salita alla cresta nord del Sauberg, 2 520 m, (Tauri di Schladming e di Murau)
- 1888 Prima salita alla cresta sud del Kasereck, 2 740 m, (Tauri di Schladming e di Murau)
- 1889 Prima salita al Graunock est, cresta, 2 477 m, (Tauri di Schladming e di Murau)
- 1889 Prima salita del Grosses Mureck (Schöderhorn), 2 473 m, (Gruppo dell'Ankogel)
- 1889 Prima salita dello Schöderhorn, 2 500 m, (Gruppo dell'Ankogel)
- 1889 Prima salita dello Schöderhorn, 2 500 m e al Grosses Mureck, 2 473 m, (Gruppo dell'Ankogel)
- 1889 Prima salita dello Schöderhorn, 2 500 m e al Marchkareck, 2 661 m, (Gruppo dell'Ankogel)
- 1889 Prima salita del Marchkareck-cresta sud, 2 661 m, (Gruppo dell'Ankogel)
- 1889 Prima salita del Grosses Mureck, 2 473 m, allo Schöderhorn, 2 500 m, (Gruppo dell'Ankogel)
- 1891 Prima salita della Hochwildstelle (Hohe Wildstelle) - cresta sud, 2 747 m, (Tauri di Schladming e di Murau)
- 1893 Prima salita della cresta sud della Pulverturm, 2 463 m, (Tauri di Schladming e di Murau)
- 1893 Prima salita della parete nord del Kleiner Gangl, 2 478 m, (Tauri di Schladming e di Murau)
- 1893 Prima salita della cresta est dell'Hochtor detta "Roßschweif", II grado di difficoltà, 550 m di dislivello, 2 200 km di dislivello, 2 360 m, (Alpi dell'Ennstal, Gesäuse)
- 1894 Prima salita della cresta nord della cima principale del Waldhorn, parete est, 2 702 m, (Tauri di Schladming e di Murau)
- 1894 Prima salita della cima nord del Waldhorn tramite la gola ovest, 2 536 m, (Tauri di Schladminger e di Murau)
- 1898 Prima ascensione della cima del Sasso Nero - cresta nord-ovest, 2 468 m, (cresta principale carnica)
- 1898 Prima ascensione del Monte Brentone - cima ovest, 2 549 m, (Alpi Carniche meridionali)
- 1898 Prima ascensione e prima traversata del Wolayerkopf da sud a nord, 2 440 m, (cresta principale carnica)
- 1898 Prima ascensione del Wolayer Kopf (Monte Volaia) - cresta nord, 2 470 m, (cresta principale carnica)
- 1898 Prima ascensione del Wolayer Kopf (Monte Volaia) - cresta sud, 2 470 m, (cresta principale carnica)
- 1898 Prima ascensione della traversata di cresta dal Monte Canale fino al Wolayer Seekopf (Monte Capolago), 2 554 m, (Alpi Carniche)
- 1904 Prima salita della cresta nord-est dell'Elendberg, 2 672 m, (Tauri di Schladming e di Murau)
- 1917 Prima salita della cresta nord-ovest dell'Hochgolling, 2 862 m, (Tauri di Schladming e di Murau)
- 1917 Prima salita della cresta sud dello Schneider, 2 328 m, (Tauri di Schladming e di Murau)
- 1917 Prima salita delloSchneider, 2 328 m, del Himmelreich-Wildlochhöhe, 2 534 m, del Wildlochscharte, 2 500 m,(Tauri di Schladming e di Murau)
- 1918 Prima salita dello Schareckspitze, fianco ovest, 2 385 m, (Tauri di Schladming e di Murau)
- 1918 Prima salita dello Schareckspitze, 2 385 m, al Schareckspitze, 2 421 m, (Tauri di Schladming e di Murau)
- 1918 Prima salita al Schareckspitze, 2 421 m, al Grosser Gnasen, 2 461 m, (Tauri di Schladming e di Murau)
- 1918 Prima salita al Schareckspitze (Kleines Schareck), 2 479 m, al Schareckspitze, 2 385 m, (Tauri di Schladming e di Murau)
- 1918 Prima salita al Walcher-cresta nordovest, 2 422 m, (Tauri di Schladming e di Murau)
- 1919 Prima salita al Zöhnle-cresta nordovest, 2 400 m, (Tauri di Schladming e di Murau)
- 1918 Prima salita al Walcher-cresta nordovest, 2 422 m (Tauri di Schladming e di Murau)
- 1921 Prima salita al Kleine Wildstelle-parete nord, 2 577 m, (Tauri di Schladming e di Murau)
- 1922 Prima salita Greifenstein-spigolo nord destro, 2 397 m, (Tauri di Schladming e di Murau); prima salita al Rinnenkopf, 2 490 m, al Tristhof, 2 517 m, (Tauri di Schladming e di Murau); prima salita al Torwart-diretta nord, cresta, 2 403 m, (Tauri di Schladming e di Murau); prima salita al Grosser Gnasen (Schareckspitze), 2 461 m, (Tauri di Schladming e di Murau); prima salita all'Hohes Schareck, 2 575 m, (Tauri di Schladming e di Murau); prima salita a Zischken per la cresta sud-est, 2 661 m, (Tauri di Schladming e di Murau); prima salita al Zischken, 2 661 m, al Deichselspitze, 2 684 m, (Tauri di Schladming e di Murau); prima salita al Kaiserspitze per la cresta sud-ovest, 2 576 m, (Tauri di Schladming e di Murau); prima salita al Deichselspitze per la cresta nord, 2 684 m (Tauri di Schladming e di Murau); prima salita al Höchststein-versante nord, II-III grado di difficoltà, 700 HM, 2 543 m, (Tauri di Schladming e di Murau); prima salita al Kasereck, 2 740 m, (Tauri di Schladming e di Murau); prima salita al Marchkarspitze, 2 515 m, al Brunnkarkogel (Pfringerspitzl), 2 426 m, (gruppo dell'Ankogel); prima salita Kalte-Wand-Spitze (Kaltwandspitze) - versante ovest, 2 823 m, (gruppo dell'Ankogel)[2][3]